# Cuacuahotlipa
Cuacuahotlipa är en ort i Mexiko.   Den ligger i kommunen Milpa Alta och delstaten Distrito Federal, i den sydöstra delen av landet, 30 km sydost om huvudstaden Mexico City. Cuacuahotlipa ligger 2 664 meter över havet och antalet invånare är 174.
Terrängen runt Cuacuahotlipa är bergig. Runt Cuacuahotlipa är det tätbefolkat, med 411 invånare per kvadratkilometer. Närmaste större samhälle är Xochimilco, 15,8 km nordväst om Cuacuahotlipa. Trakten runt Cuacuahotlipa består till största delen av jordbruksmark.